# لا لودجا
لا لودجا (النطق الإيطالي: ‎[la ˈlɔddʒa]‏) هي بلدية تقع مدينة تورينو الحضرية في منطقة بيمنتة الإيطالية، على بعد نحو 11 كيلومتر (7 ميل) جنوب تورينو.